# حزب آینده
حزب آینده (به ترکی استانبولی: Gelecek Partisi) یک حزب سیاسی در ترکیه است که توسط نخست‌وزیر پیشین احمد داود اوغلو بنیانگذاری شده‌است. این حزب در مخالفت با حزب حاکم عدالت و توسعه به‌طور رسمی در ۱۲ دسامبر ۲۰۱۹ تأسیس شد.

## تاریخچه

### تشکیل
حزب آینده در تاریخ ۱۲ دسامبر ۲۰۱۹ توسط احمد داود اوغلو، وزیر خارجه و نخست‌وزیر سابق به علت مخالفت با حزب محافظه کار عدالت و توسعه (AKP) تأسیس شد. داوود اوغلو با اقدامات رئیس‌جمهوری برای تبدیل شکل دولت ترکیه از پارلمانی به سیستم ریاست جمهوری مخالفت بود. درگیری وی با اردوغان به استعفا داوود اوغلو از نخست‌وزیری در ۲۲ مه ۲۰۱۶ منتهی شد. داوود اوغلو پس از استعفا، مرتباً از دولت حزب عدالت و توسعه انتقاد می‌کرد، که این حزب را به اقدامات انتظامی علیه وی سوق داد. در پاسخ، وی در ۱۳ سپتامبر ۲۰۱۹ از حزب عدالت و توسعه استعفا داد. وی بعداً در مخالفت با دولت اردوغان علاقه خود را به ایجاد حزب جدید ابراز کرد و سرانجام حزب آینده را در ۱۲ دسامبر ۲۰۱۹ راه اندازی کرد. حزب جدید بلافاصله لیستی از ۱۵۴ عضو مؤسس را منتشر کرد که شامل بسیاری از مقامات و وابستگان سابق حزب عدالت و توسعه بود.

## سیاست‌ها
داود اوغلو اظهار داشت که حزب آینده برای ایجاد قانون اساسی جدید، بازگشت به سیستم پارلمانی و آموزش زبان‌های اقلیت تلاش خواهد کرد.